# Clarence Bull
Pour les articles homonymes, voir Bull.
Clarence Sinclair Bull, plus souvent crédité comme C.S. Bull, né le 22 mai 1896 à Sun River (Montana) et mort le 8 juin 1979 à Los Angeles (Californie), est un photographe portraitiste américain qui a travaillé pour des studios de cinéma pendant l'âge d'or d'Hollywood des années 1930 aux difficultés de l'après-guerre.
Il dirige pendant près de quarante ans le département des photographies de plateau de Metro-Goldwyn-Mayer.

## Biographie
Clarence Sinclair Bull naît à Sun River, Montana, en 1896.
Bull étudie avec le grand peintre de l'Ouest Charles Marion Russell. Il travaille également comme assistant caméraman en 1918. Bull est compétent dans les domaines de l'éclairage, de la retouche et de l'impression.
Sa carrière commence lorsque Samuel Goldwyn l'embauche en 1920 pour réaliser des photographies promotionnelles des vedettes du studio de cinéma Metro-Goldwyn-Mayer. Il est surtout connu pour ses photographies de Greta Garbo, prises au cours des années 1926 à 1941. Le premier portrait de Garbo par Bull est une étude de costumes pour le film dramatique romantique La Chair et le Diable en septembre 1926.
Bull meurt le 8 juin 1979 à Los Angeles, en Californie, à l'âge de 83 ans.

## Galerie

Photographies promotionnelles par Clarence Sinclair Bull
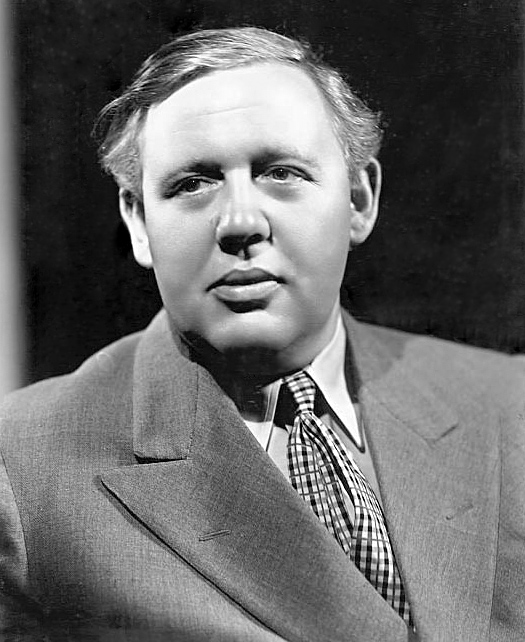
Charles Laughton, pour le film The Barretts of Wimpole Street (Miss Barrett), 1934
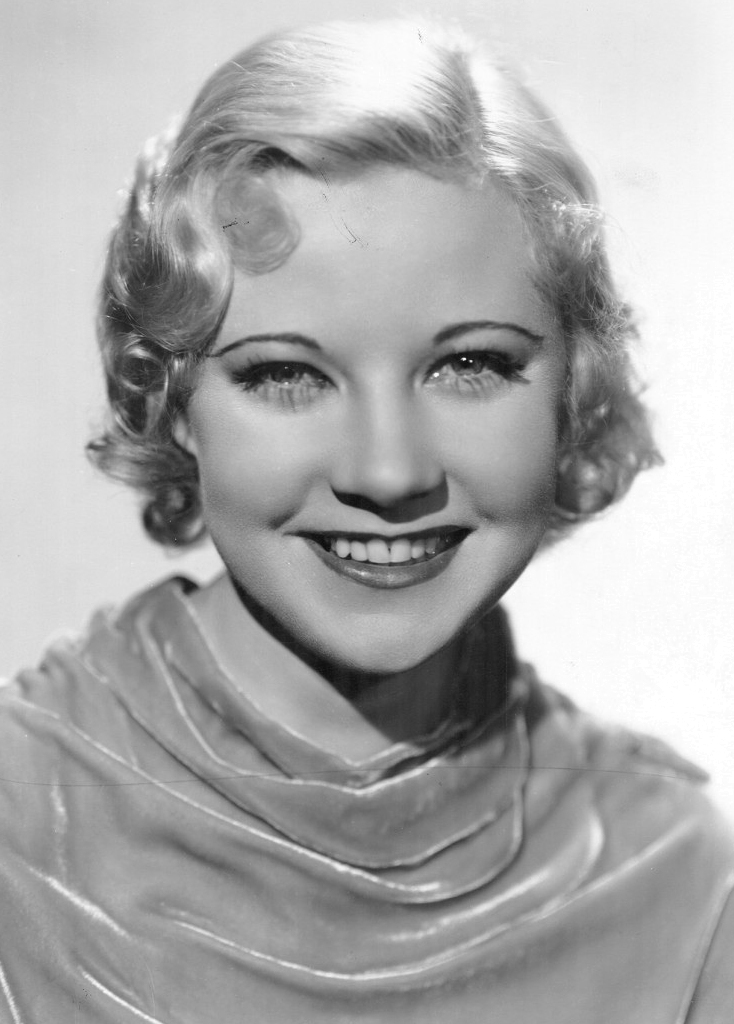
Una Merkel, 1934
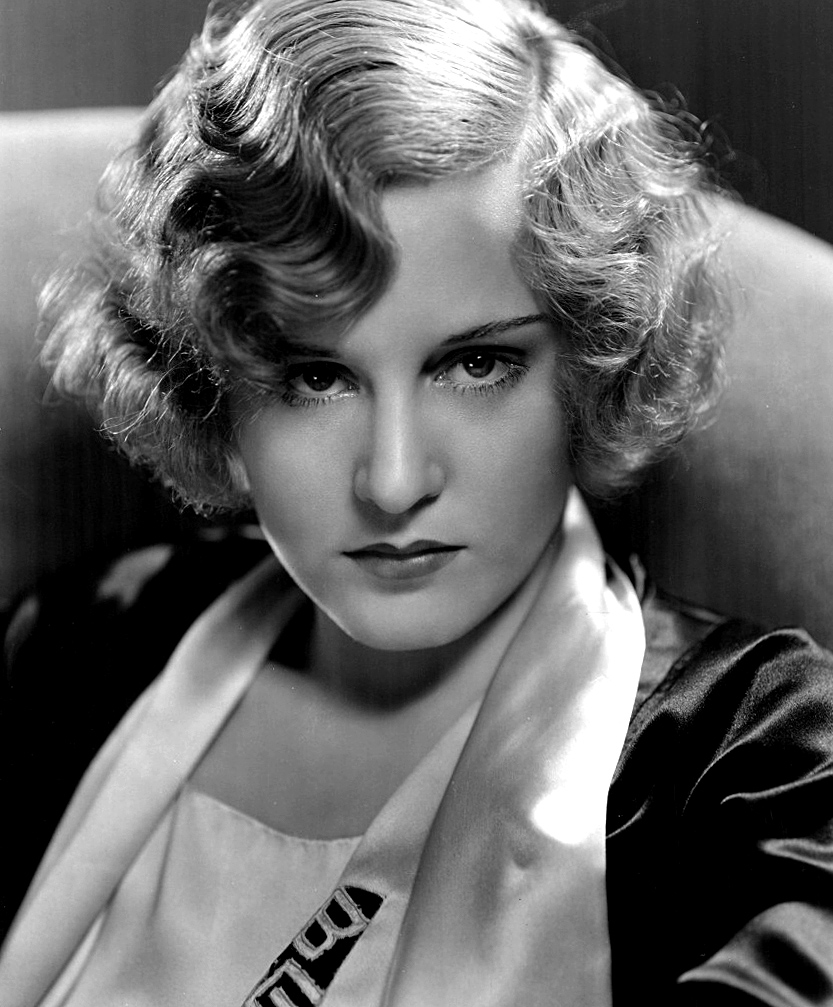
Madge Evans, vers 1935
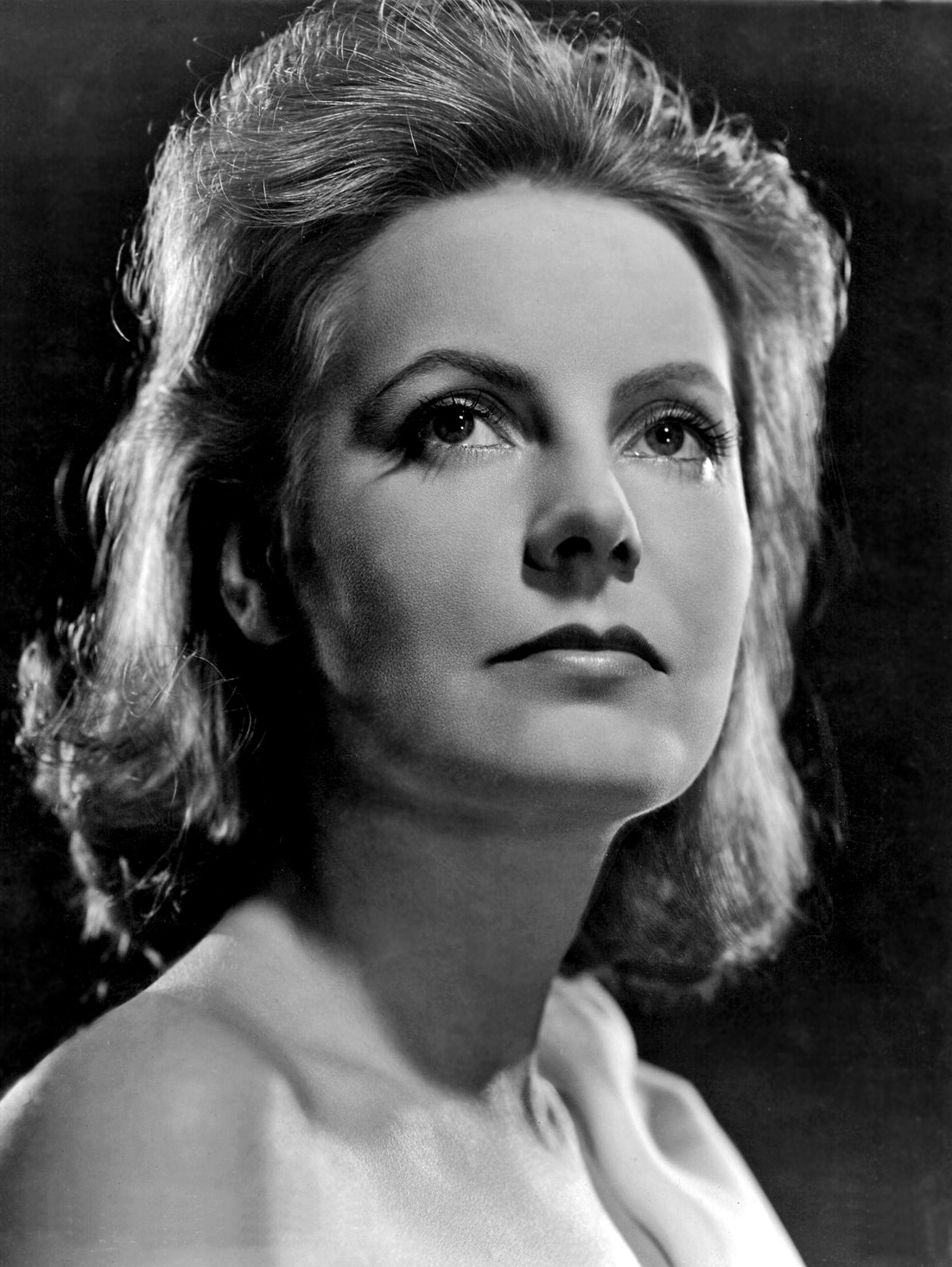
Photo promotionnelle originale en studio de Greta Garbo pour le film Ninotchka, 1939
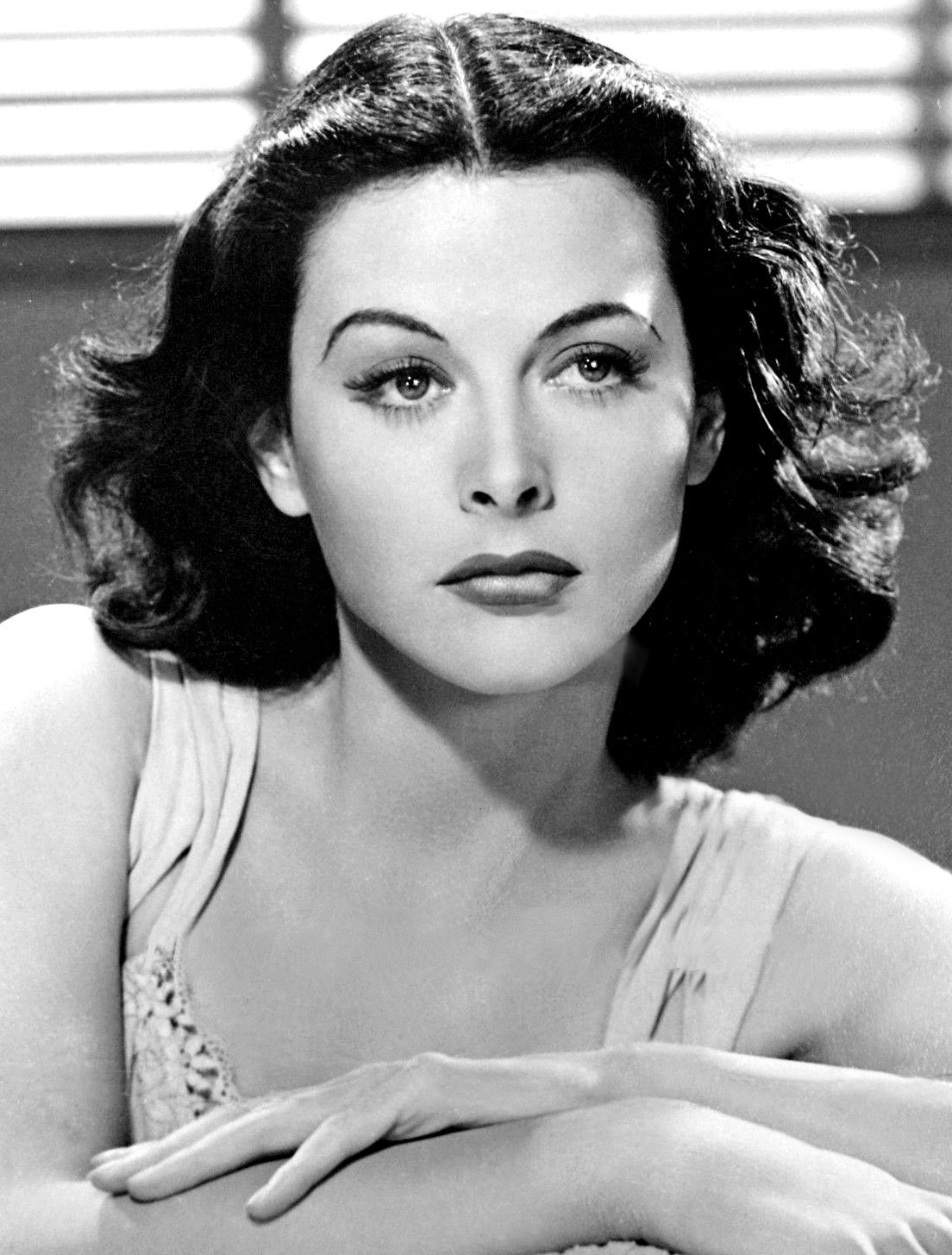
Hédy Lamarr, 1940
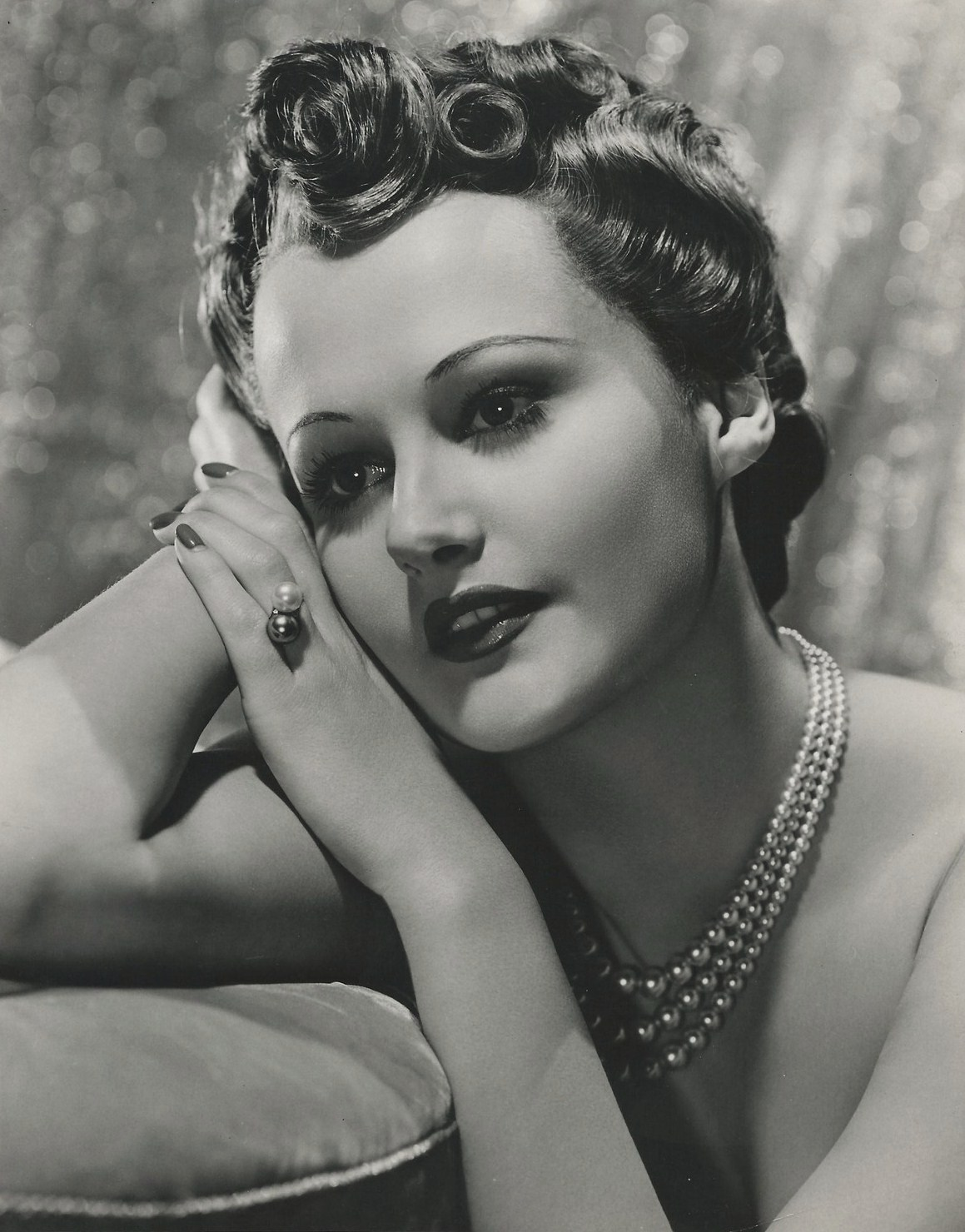
L'actrice américaine Lynne Carver, 1940
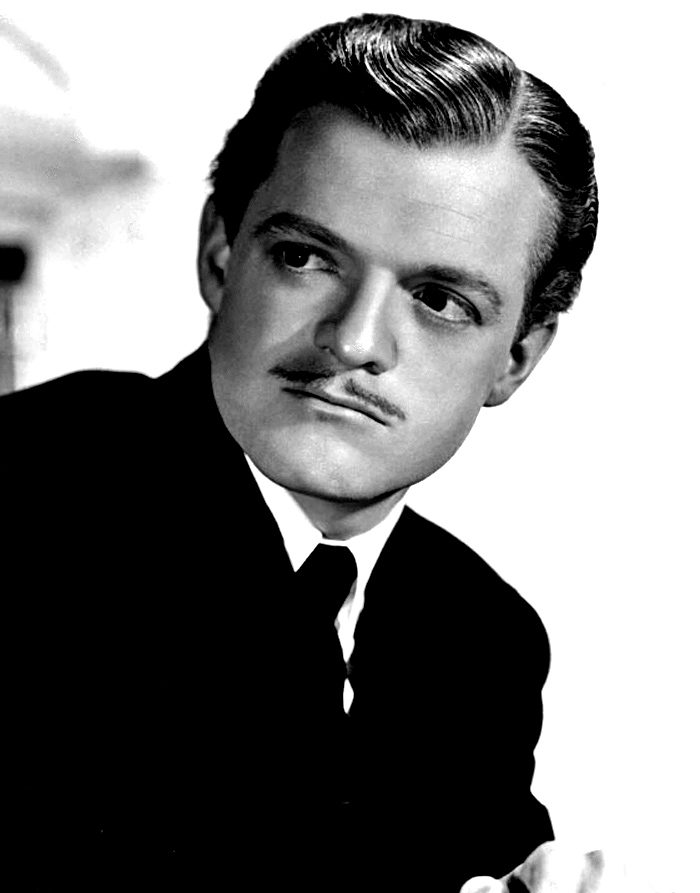
Van Heflin, 1941
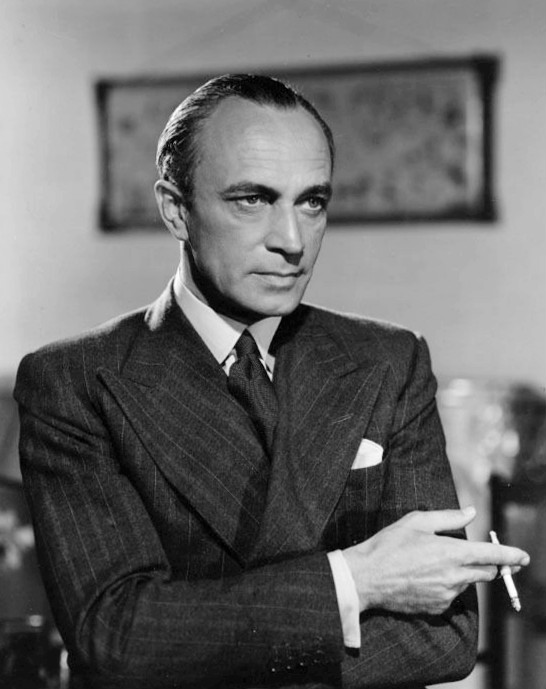
Conrad Veidt, 1941
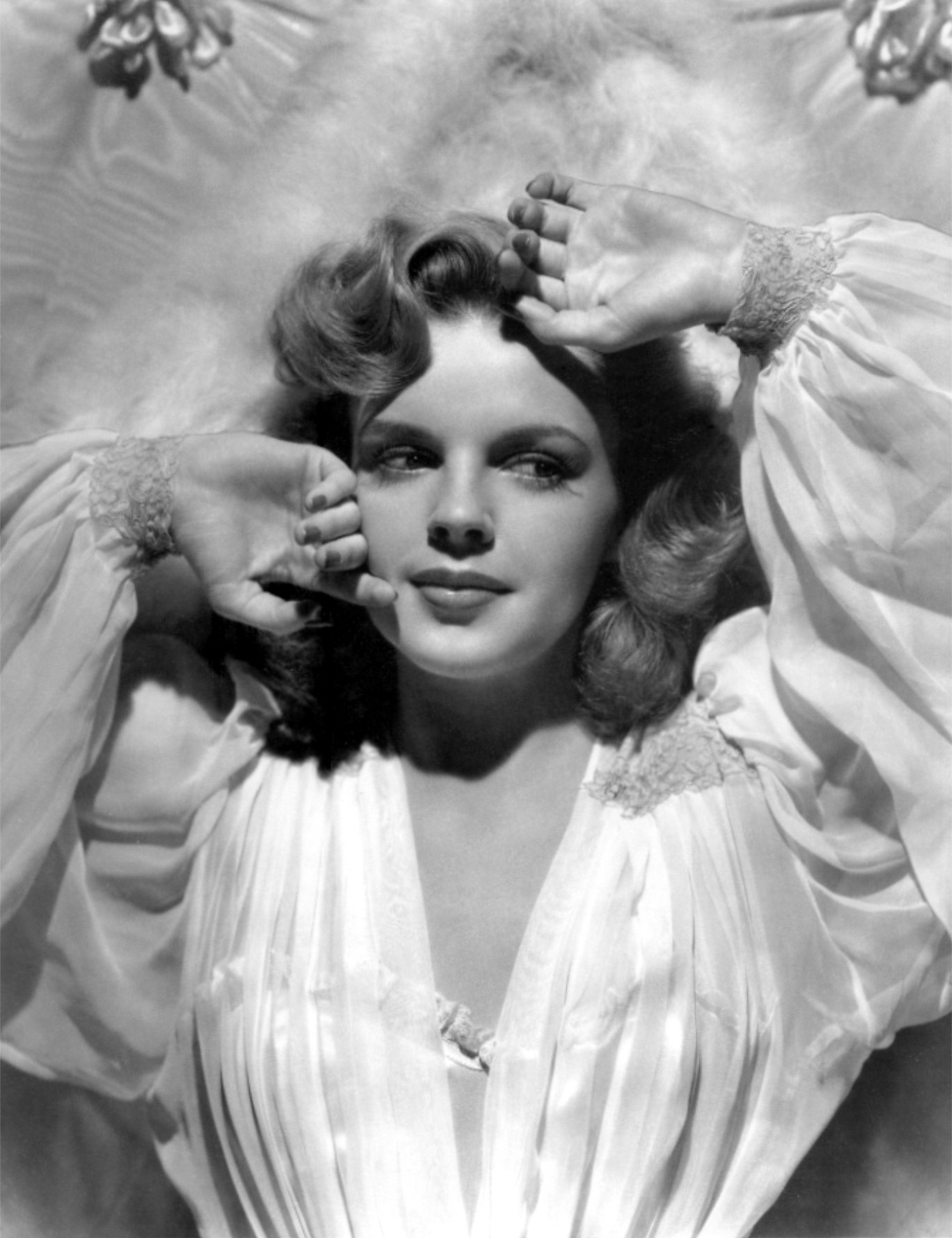
Judy Garland, 1943
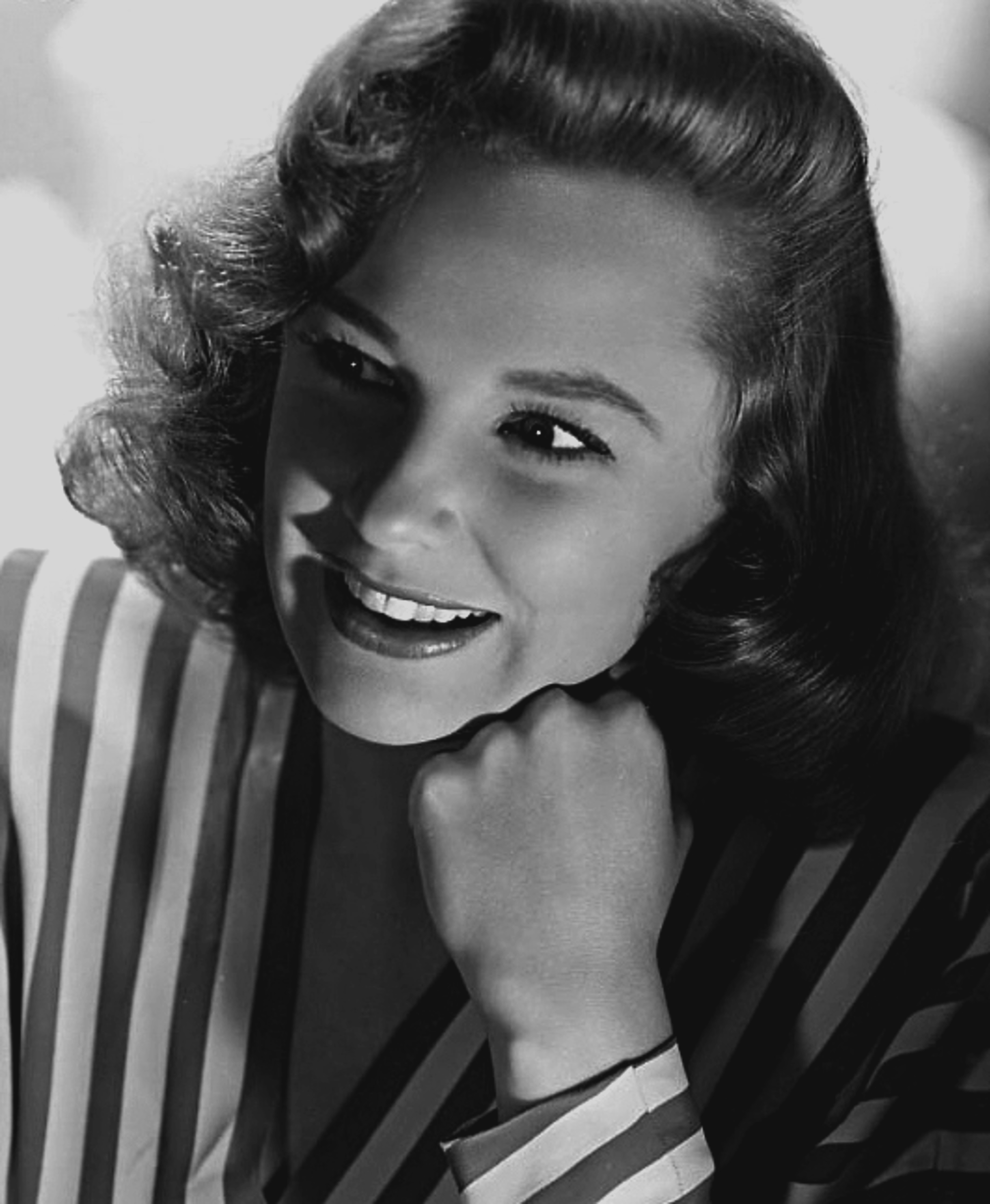
June Allyson, 1944